# Конкурс імені Лонг і Тібо

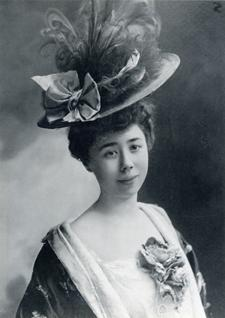
Маргеріт Лонґ

Конкурс імені Лонг і Тібо — міжнародний конкурс академічних піаністів і скрипалів, що проводиться у Парижі з 1943 року і заснований піаністкою Маргеріт Лонґ та скрипалем Жаком Тібо.

## Історія
Спочатку конкурс був особистою ініціативою Лонг і Тібо, що самостійно шукали для нього меценатів. З 1957 р. конкурс підтримує держава.
В 1943–1949 роках конкурс проводився раз у три роки, потім кожні два роки. З 1983 року, за зразком Конкурсу імені королеви Єлизавети, номінації конкурсу були розведені по різних роках, і тепер конкурс проходить трирічний цикл: у перший рік змагаються піаністи, у другий — скрипалі, а на третій рік проходять урочисті концерти.